# 東方安彥鰍
東方安彥鰍為輻鰭魚綱鯉形目沙鰍科的其中一種，為熱帶淡水魚，分布於亞洲湄公河及湄南河流域，體長可達11公分，棲息在礫石底質、流動溪流的底層水域，以軟體動物等底棲性無脊椎動物為食，生活習性不明，可作為食用魚及觀賞魚。

## 扩展阅读
維基物種上的相關：東方安彥鰍